# Bernd Lehmann (Maueropfer)

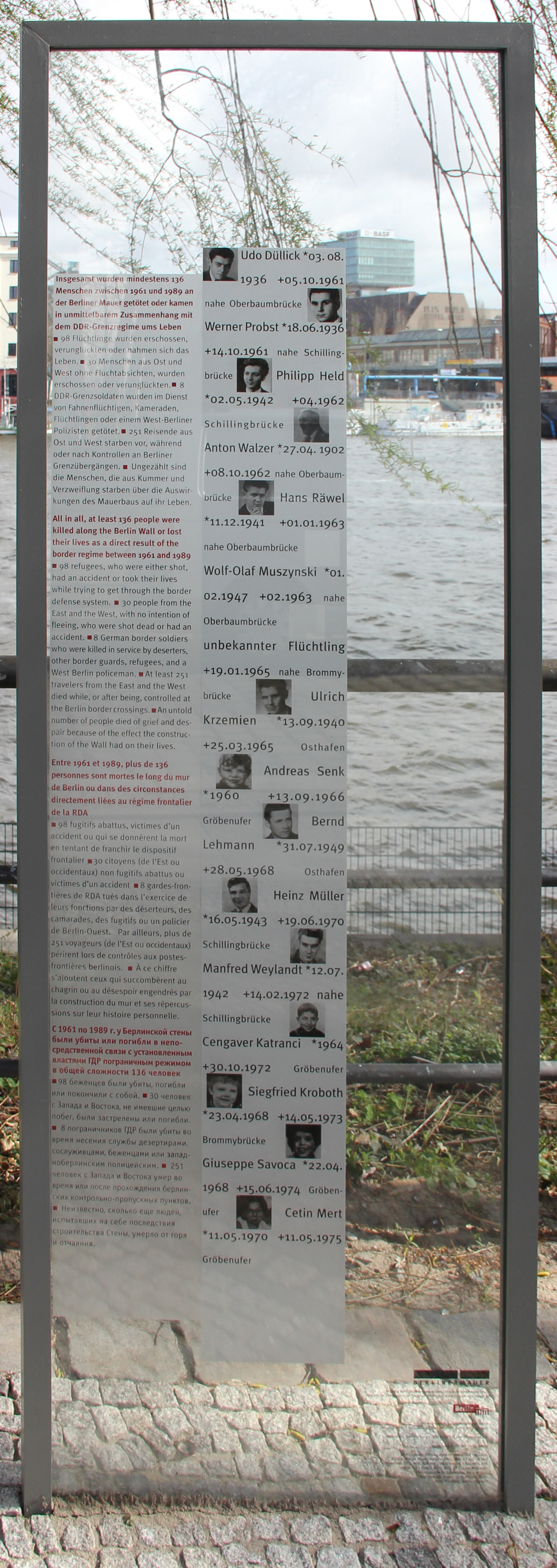
Gedenktafel am May-Ayim-Ufer, in Berlin-Kreuzberg

Bernd Lehmann (* 31. Juli 1949 in Ost-Berlin; † 28. Mai 1968 ebenda) war ein Todesopfer an der Berliner Mauer. Er ertrank bei einem Fluchtversuch.

## Leben
Bernd Lehmann wuchs in Berlin auf. Während seiner Jugend verstieß er häufiger gegen Gesetze der DDR, weswegen unterschiedliche Erziehungsmaßnahmen bis hin zur Heimerziehung gegen ihn verhängt wurden. Zu Haftstrafen wurde er wegen Diebstahls, Betrugs und Fälschung verurteilt. Mit 15 Jahren plante er seine erste Flucht, die er mit einem gestohlenen Pkw vornehmen wollte. Bevor er seinen Plan umsetzen konnte, wurde er von den Behörden wegen der Vorbereitung „zur Verantwortung gezogen“. Im gleichen Jahr kam er in die Strafvollzugsanstalt Berlin I. Dort tauschte er sich mit anderen Häftlingen über Fluchtwege aus und begann mit neuen Fluchtplänen für die Zeit nach seiner Entlassung. Sein neuer Plan war, ein Flugzeug vom Flugplatz der Gesellschaft für Sport und Technik zu entwenden und damit nach West-Berlin zu fliegen. Er beauftragte einen Mithäftling, ihm eine Waffe zu besorgen, wenn er entlassen würde. Dieser Mithäftling arbeitete mit dem Ministerium für Staatssicherheit (MfS) zusammen.
Im Dezember 1967 wurde er aus der Haft entlassen und arbeitete als Dreher im VEB Elektroapparatewerk Treptow. Ein Teil seines Lohns wurde für Schadensersatzzahlungen gepfändet. Mit der beruflichen Situation war er unzufrieden, für seinen Berufswunsch des Sportlehrers fehlte ihm allerdings die Qualifikation. Der Spitzel in seinem Umfeld berichtete dem MfS im Mai, dass die Flughafenfluchtpläne aufgegeben wurden und Bernd Lehmann die Fluchtmöglichkeiten an der Innerdeutschen Grenze als größer einschätze.
Am Vorabend seines Fluchtversuchs stritt er mit seiner Mutter, weil er von der Arbeit fernblieb und sie befürchtete, dass er erneut straffällig werden würde. In einer Spontanhandlung verließ er in der Nacht die Wohnung und begab sich zum Treptower Park. Dort ging er in die Spree und schwamm in Richtung der Grenze zu West-Berlin. Etwa 20 Meter vor der Grenze verfing er sich in Stacheldraht, der unter Wasser gespannt war. Er ertrank. Seine Leiche wurde am 2. Juni 1968 aus dem Osthafen geborgen.